# Globus (aerolínea)
Globus (En ruso: Авиакомпания «Глобус») fue una aerolínea rusa basada en el Aeropuerto Internacional de Moscú-Domodédovo y fue una subsidiaria del S7 Group, que es propietario a su vez de S7 Airlines. Operaba vuelos regulares y chárter de pasajeros a nivel nacional e internacional. Todos los vuelos regulares de Globus eran operados bajo la marca de S7 Airlines, siendo el nombre Globus utilizado únicamente cuando se trata de vuelos chárter.

## Historia
La aerolínea fue fundada en abril de 2007 y empezó operaciones el 5 de abril de 2008 con aviones Boeing 737-800 y Tupolev Tu-154M. Inicialmente se planeaba que la aerolínea fuese una aerolínea turística, que volase únicamente a destinos vacacionales y de alta demanda. Los primeros aviones que operó la aerolínea pertenecían anteriormente a la empresa matriz, S7 Airlines, la cual retiró sus Tu-154 para transferirlos a Globus. Sus 737-800 provienen de la aerolínea estadounidense ATA Airlines.
En agosto de 2019, el jefe de la aerolínea anunció que S7 Airlines y Globus Airlines se fusionarían en diciembre de 2019, cerrando así las operaciones de la segunda aerolínea. A principios de diciembre de 2019, la fusión se había completado.

## Servicios
La aerolínea operaba vuelos regulares desde el Aeropuerto Internacional de Moscú-Domodédovo utilizando aviones pertenecientes a S7 Airlines. También operaba velos chárter a varios destinos en Europa Oriental, Oriente Medio, Asia y el Norte de África. Los vuelos chárter, a diferencia de los regulares, eran operados con aviones pintados con el esquema de colores de la aerolínea.

## Destinos
La aerolínea operaba a los siguientes destinos:
 Rusia
- Anapa-Aeropuerto Internacional de Vityazevo (En temporada)

- Barnaul-Aeropuerto Internacional de Barnaúl-Guermán Titov

- Chita-Aeropuerto de Chita-Kadala

- Kaliningrado-Aeropuerto Internacional de Khrabrovo

- Krasnodar-Aeropuerto Internacional de Krasnodar-Pashkovsky

- Moscú-Aeropuerto Internacional de Moscú-Domodédovo Hub

- Novosibirsk-Aeropuerto Internacional de Novosibirsk-Tolmachevo

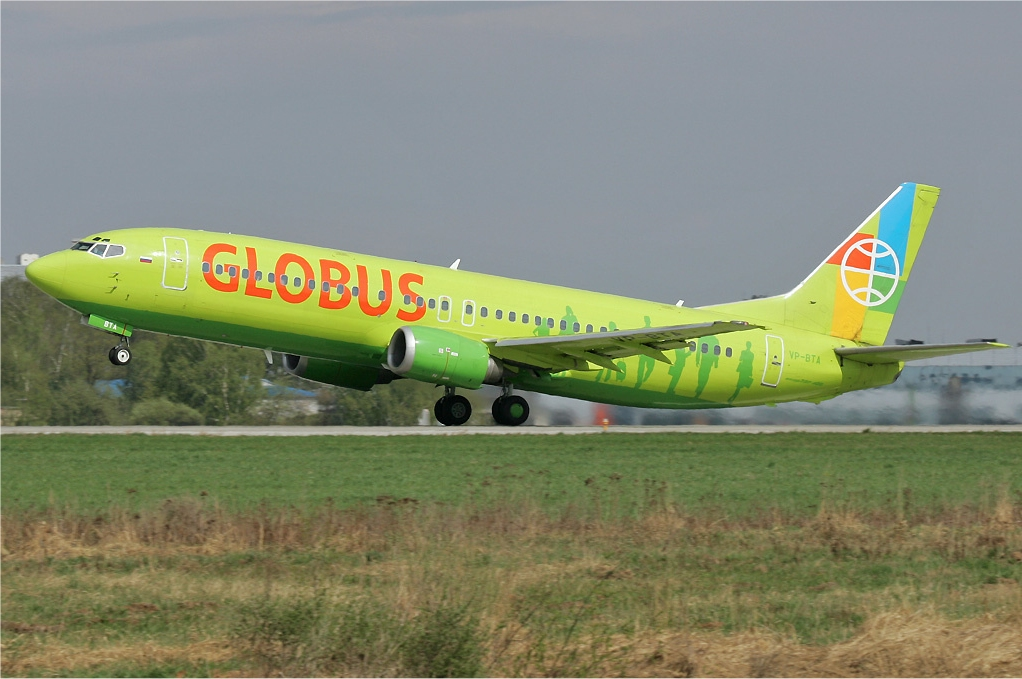
Boeing 737-800 de Globus Airlines

- Norilsk-Aeropuerto de Norilsk-Alykel

- Sochi-Aeropuerto Internacional de Sochi

- Tyumen-Aeropuerto Internacional de Tyumen-Roschino

- Ulan-Ude-Aeropuerto Internacional de Ulan-Ude

- Ufa-Aeropuerto de Ufá

- Yakutsk-Aeropuerto Internacional de Yakutsk

 Bulgaria
- Varna-Aeropuerto de Varna (Chárter)

- Burgas-Aeropuerto de Burgas (Chárter)

 Grecia
- Heraclión-Aeropuerto Internacional de Heraclión Nikos Kazantzakis (Chárter)

 Egipto
- Sharm el-Sheij-Aeropuerto Internacional de Sharm el-Sheij (Chárter)

- Hurgada-Aeropuerto Internacional de Hurghada (Chárter)

 Israel
- Eilat-Aeropuerto Internacional de Ovda (Chárter)

 España
- Barcelona-Aeropuerto de Barcelona-El Prat (Chárter)

 Italia
- Rímini-Aeropuerto de Rímini (Chárter)

- Ancona-Aeropuerto de Ancona (Chárter)

 Chipre
- Lárnaca-Aeropuerto Internacional de Lárnaca (Chárter)

 Francia
- Nantes-Aeropuerto de Nantes Atlantique (Chárter)

- Chambéry-Aeropuerto Internacional de Chambéry-Savoie (Chárter)

 Portugal
- Lisboa-Aeropuerto de Lisboa

 Reino Unido
- Birmingham-Aeropuerto Internacional de Birmingham-West Midlands

- Londres-Aeropuerto de Londres-Heathrow

- Mánchester-Aeropuerto de Mánchester

 República Checa
- Praga-Aeropuerto de Praga

- Ostrava-Aeropuerto de Ostrava-Leoš Janáček

 Suecia
- Gotemburgo-Aeropuerto de Gotemburgo-Landvetter

 Turquía
- Antalya-Aeropuerto de Antalya

## Flota

### Activa
La flota de la aerolínea se componía de las siguientes aeronaves.